# 金属類回収令
金属類回収令（きんぞくるいかいしゅうれい、旧字体：金屬類󠄀囘收令、昭和18年8月12日勅令第667号）は日中戦争から太平洋戦争にかけて戦局の激化と物資（武器生産に必要な金属資源）の不足を補うため、官民所有の金属類回収を行う目的で制定された日本の勅令。

## 概要

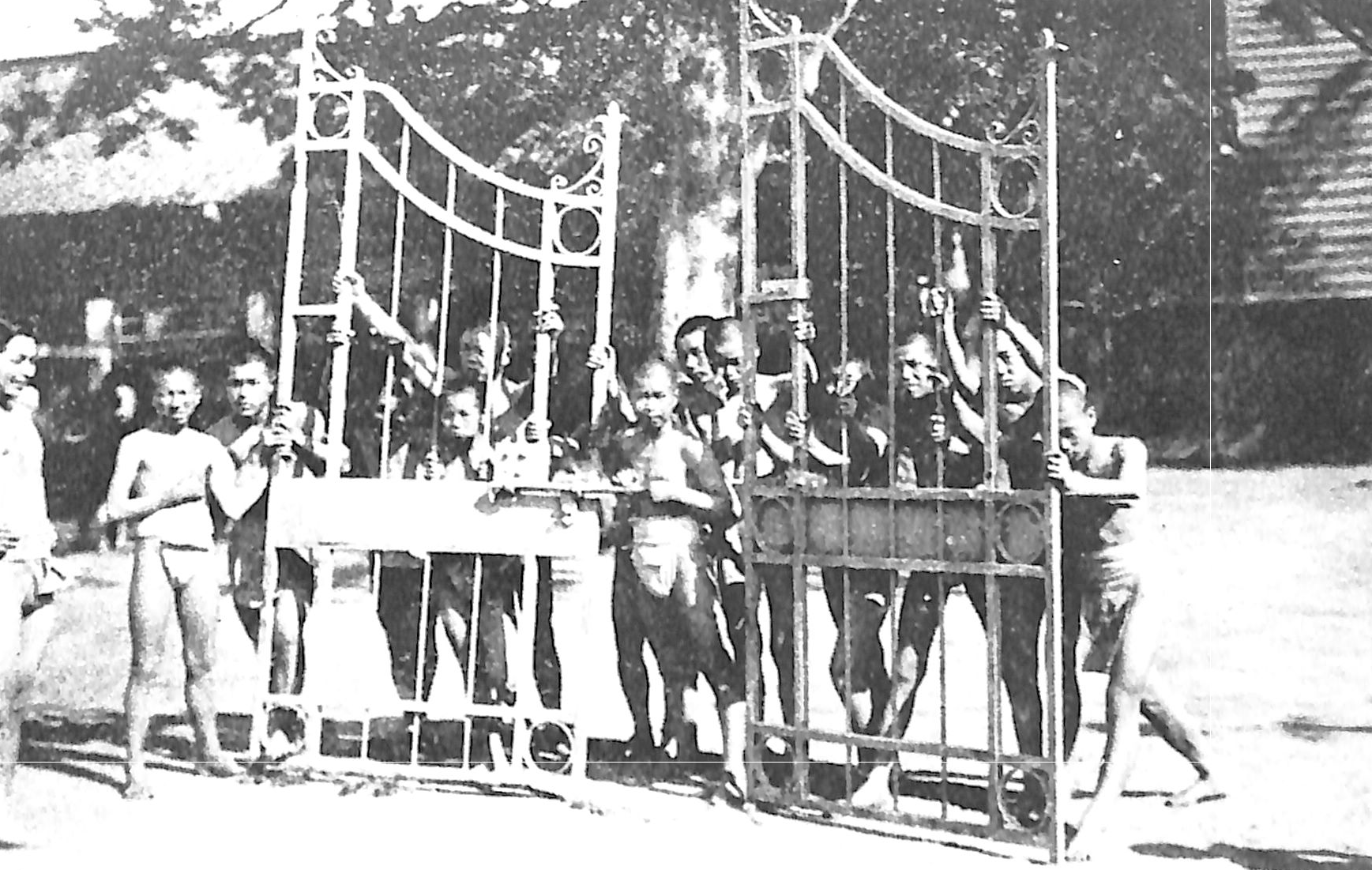
金属類回収令により供出される土浦国民学校の校門

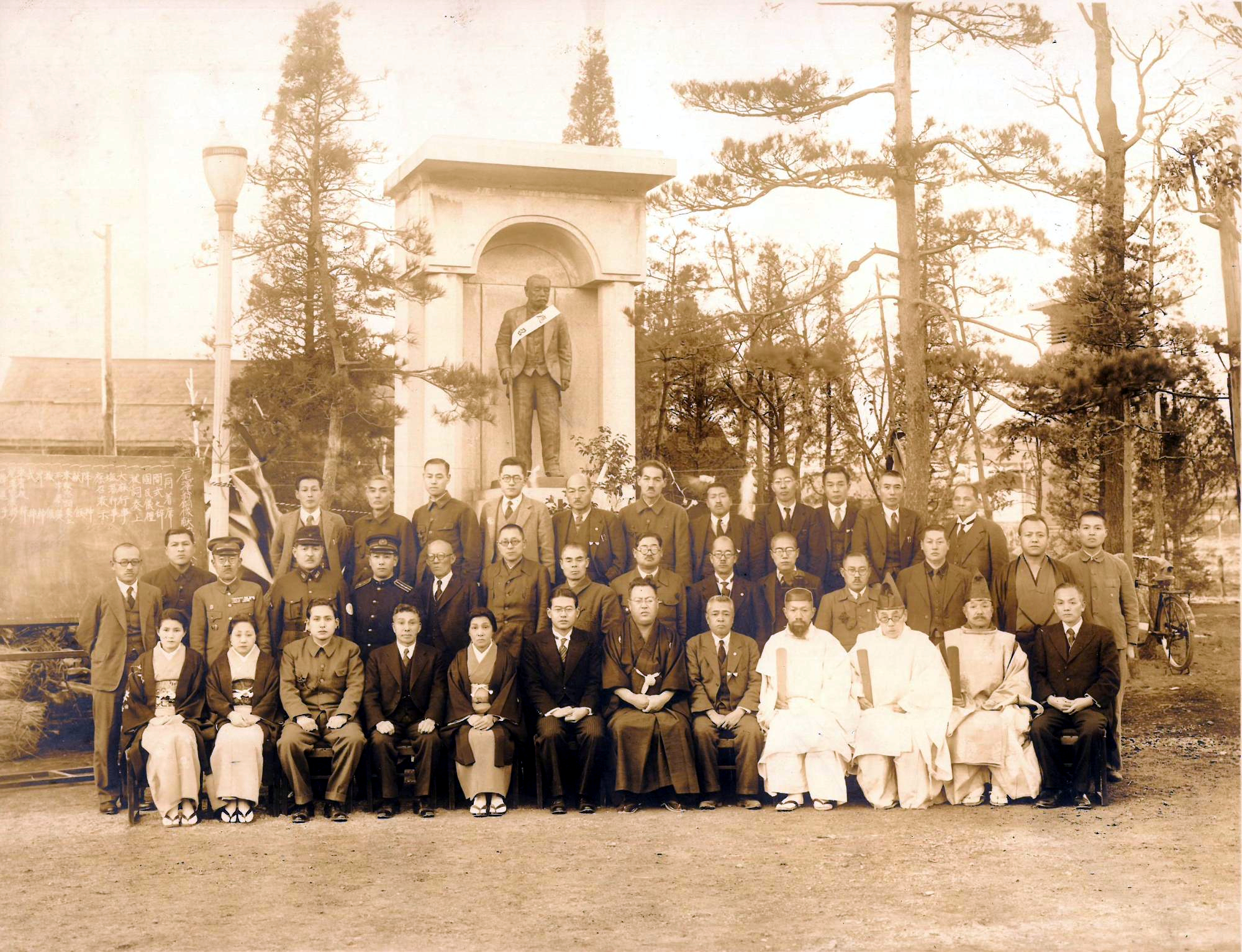
供出される『尾澤福太郎翁壽像』の献納式（1943年、長野県岡谷市）。銅像に「應召」と書かれた襷が掛けられている

1941年（昭和16年）に公布され（昭和16年8月30日勅令第835号）、その後1943年（昭和18年）に全面改正された（昭和18年8月11日勅令第667号）。また、1945年（昭和20年）に回収対象にアルミニウムを追加する改正が行われた（昭和20年2月10日勅令第62号）。
この勅令は内地では1941年（昭和16年）9月1日より、外地の朝鮮、台湾、樺太、南洋群島では同年10月1日より施行された。
さらに1942年（昭和17年）5月9日には金属回収令による強制譲渡命令を公布、5月12日発動した（閣令）。
既に1938年（昭和13年）成立の国家総動員法で、家庭の金属も動員の対象となり、政府声明で廃品だけではなく現用であっても不要不急の金属回収を呼びかけられ、隣組・部落会・国防婦人会を通じて、任意ながらマンホールの蓋や鉄柵などの回収が始まっていた。その後、この金属類回収令によって、多少の補償金を対価に社会的圧力で半強制的に進められた。鉄や銅・青銅製品を中心に、マンホール・建物の鉄柵や手すり、銅像、寺院の仏具や梵鐘などのほかにも、不要不急のもの・余分に持つものについては、家庭の鍋や釜、洗面器、ブリキの玩具、火鉢などの日用品、さらには鉄道の線路にまで及んだ。
しかし、当時の庶民が提供できるのは鍋、ベーゴマ、仏具などの僅かな金属製品のみであり、到底不足分を補えるものではなかったことから、竹筋コンクリートなど戦時設計による節約も行われた。さらに戦争末期には金属不足が更に深刻化したため、四式陶製手榴弾など、兵器でも節約が行われる状況であった。
海軍関係者の証言では、供出された金属製品等は、「品質等の面で問題あり」として活用されなかったと指摘されている。
企業に対しては活用されていない設備などを金属資源として供出することが求められた。例として東洋レーヨン（現東レ）では繊維工場の機械設備が修理困難となったうえ、設備が供出されたことで経営は厳しくなったことや技術者の流出を防ぐため、空いた工場で魚雷の生産を始めている。
1943年（昭和18年）には貨幣が対象となったほか、1944年（昭和19年）には、宝石や貴金属も対象となり、安いながらも公定価格による買い上げられた。ダイヤモンドは研磨や切削加工、プラチナは電気式爆管や航空機器の部品に使われるとされた。供出にあたっては皇太后や皇后からも宝石等の下げ渡しが行われたが、戦後、これらの宝石類が行方不明となっていることが判明。1948年（昭和28年）2月19日に衆議院行政監察特別委員会で審議が行われている。
降伏後の1945年（昭和20年）10月19日、閣議において「戦時法令の整理に関する件」が決定され、工場事業場管理令等廃止ノ件（昭和20年10月24日勅令第601号）により、廃止された。

## 影響

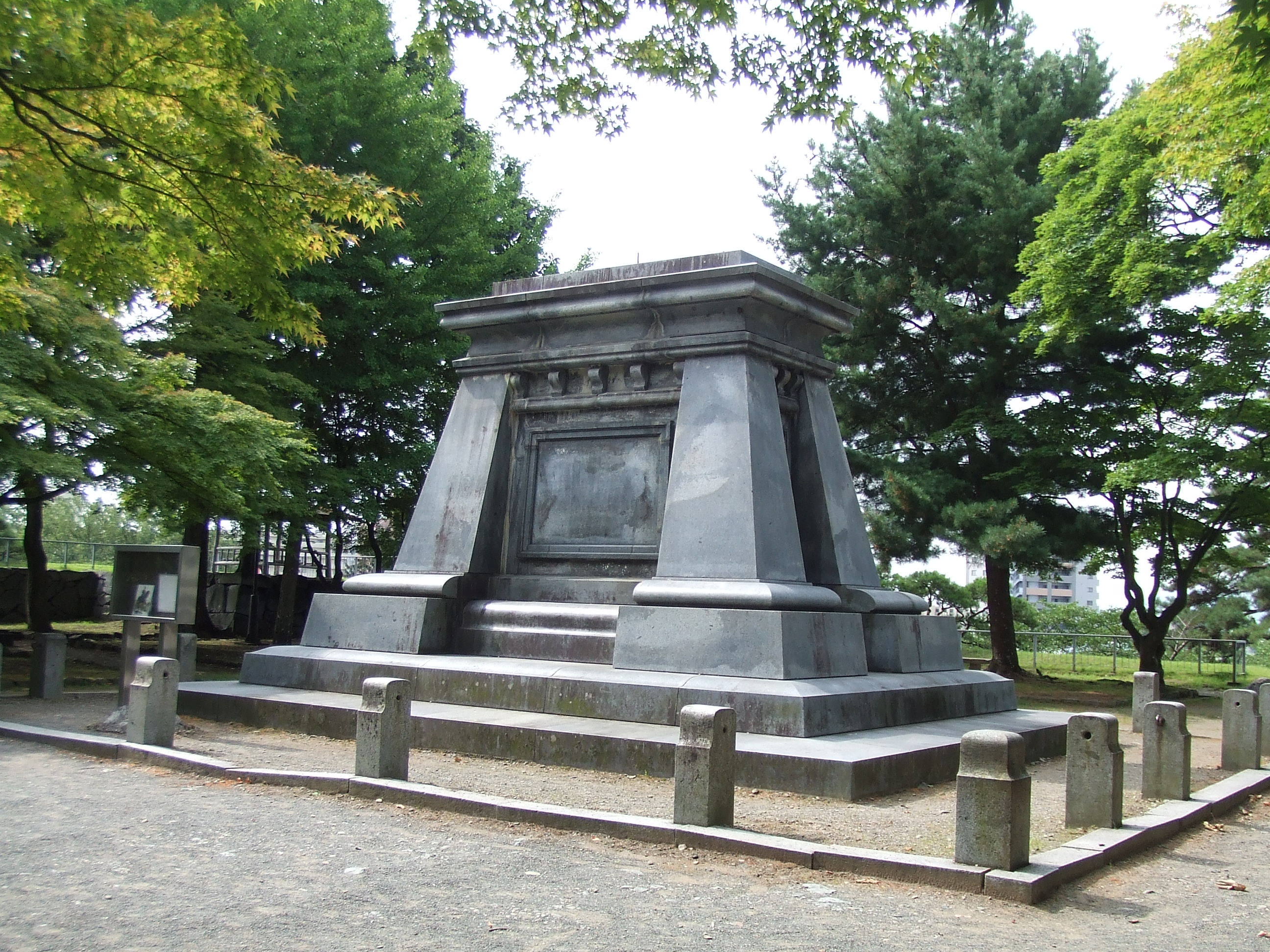
盛岡城跡の南部利祥中尉銅像台座。1944年（昭和19年）4月に銅像や銘板、玉垣の鎖が供出され、現在は台座のみ残されている。

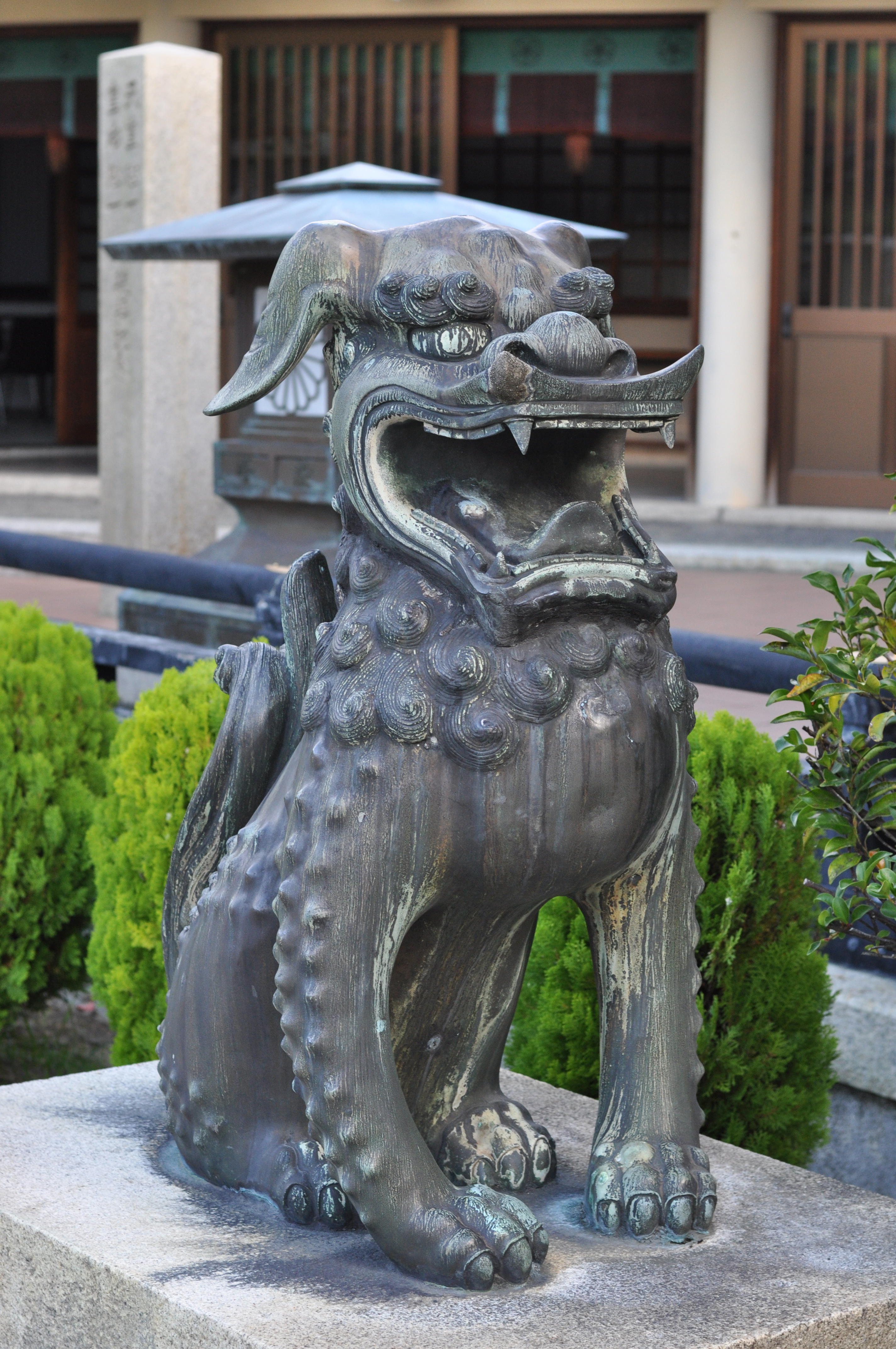
三重縣護國神社の銅製狛犬

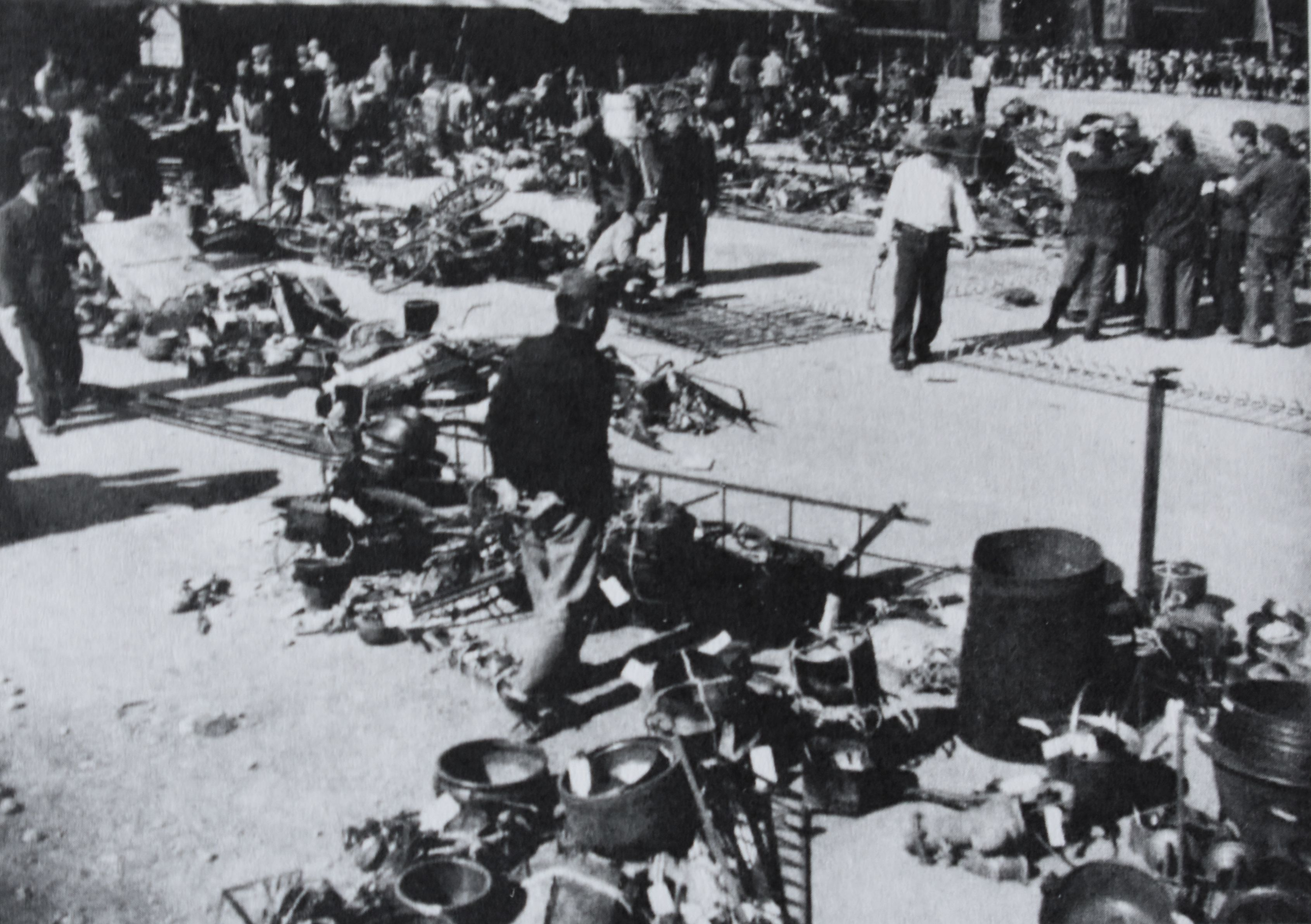
昭和17年（1942年）頃の安西国民学校校庭での「金属回収」

澤地久枝は、山形県で1943年4月に学校等に向けて出された金属回収に関する指導要綱に、一般家庭からは供出させ尽くしたと記されているのを見つけ、山形県では1935年前後には村によっては若い娘全てが売られるような凶作であったことから、さして年数も経たないこの頃の供出は大きな負担だったのではないかとしている。
各地では学校にある二宮金次郎や地元の偉人の銅像なども供出されたが、仙台城にあった伊達政宗の騎馬像（小室達作）は供出されたものの終戦まで上半身が放置されていたなど、資源化が間に合わなかった事例もある。
皇室、皇族にまつわる像や神像は対象外とされたため、明治紀念之標のように現存する銅像がある。軍人の銅像の中にも、楠木正成（皇居外苑）や菊池武光（福岡県）、大村益次郎（靖国神社）、後藤房之助（青森県）の銅像のように、回収されず現存する銅像がある。
寺院では、鐘楼の鐘や大仏像などが回収対象となり、1942年（昭和17年）ごろに書面での調査が行われた。しかし実際には宗教界からの反発や、国宝級の仏教美術品を失うことを防ぐため、除外対象や猶予が設定された。仏教界では国への協力姿勢を見せたことで歴史的・美術的価値の高い梵鐘や仏像などが対象から外れ、対象は鋳造年代が新しい梵鐘や檀家から集められた金属製の仏具（鈴）などにとどまった。有力寺院について、ある程度由緒ある梵鐘や仏像については政治力を生かして免れようとした例もある。「国家総動員法」時の胴体供出であるが、上野大仏のように一部（顔面）を残した例もある。寺院の金属回収への協力は研究がされていなかったが、2021年に本願寺派では金属供出を含む戦時中に寺が対応した内容の調査を開始した。2021年に公表された結果によれば、梵鐘を持っていた寺院のうち供出に応じた寺が9割と圧倒的に多く、「他寺が供出し、拒否しにくかった」という証言もあったという。終戦直後の離島を舞台とした横溝正史の小説『獄門島』では、供出され本土へ運ばれたが利用されなかった寺の鐘が戻ってくる場面がある。
神社においても西宮神社の狛犬像など免れた例もあった。三重県津市の三重縣護國神社のように、供出された銅製狛犬（両方阿形）が終戦後無傷のまま神社へ「復員」する例も存在した。
一般の様々な銅像について、東京大学の元教授らの銅像のようにいったん襷をかけて出征式を行い撤去したものの実際には大学内で保管し続けることで回収を回避したという例もあり、取り外して公然と展示することを避けて回収を免れたケースもままみられる。三越のライオン像はいったん供出されたものの、三越社員が残っていることを発見し戻されたという。
金属類回収令を受け、日用品の素材として防衛食容器などの「代用陶器」が開発された。当初は通常の陶磁器の域であったが、製造時にベークライトなどを混合することで鉄器に近い強度を持たせることに成功した。仏具でも陶器やセメントによる代用品が開発された。アルミニウムの代用として薬品処理した木材（強化木）の開発も行われ終戦に間に合わなかったが、戦後に民間で活用された例もある。
戦後、供出された銅像の一部は復元された（忠犬ハチ公など）が、軍人像は軍国主義の否定といった理由からほとんど復元されなかった。その跡を埋めるように歴史性、政治性の薄い女性の裸体像などが置かれるようになった（例:平和の群像）ようになり、新たに設置される場所にも裸婦像が進出した。このため、日本国内では男性の裸体像よりも女性の裸体像が格段に多い。

## 外国

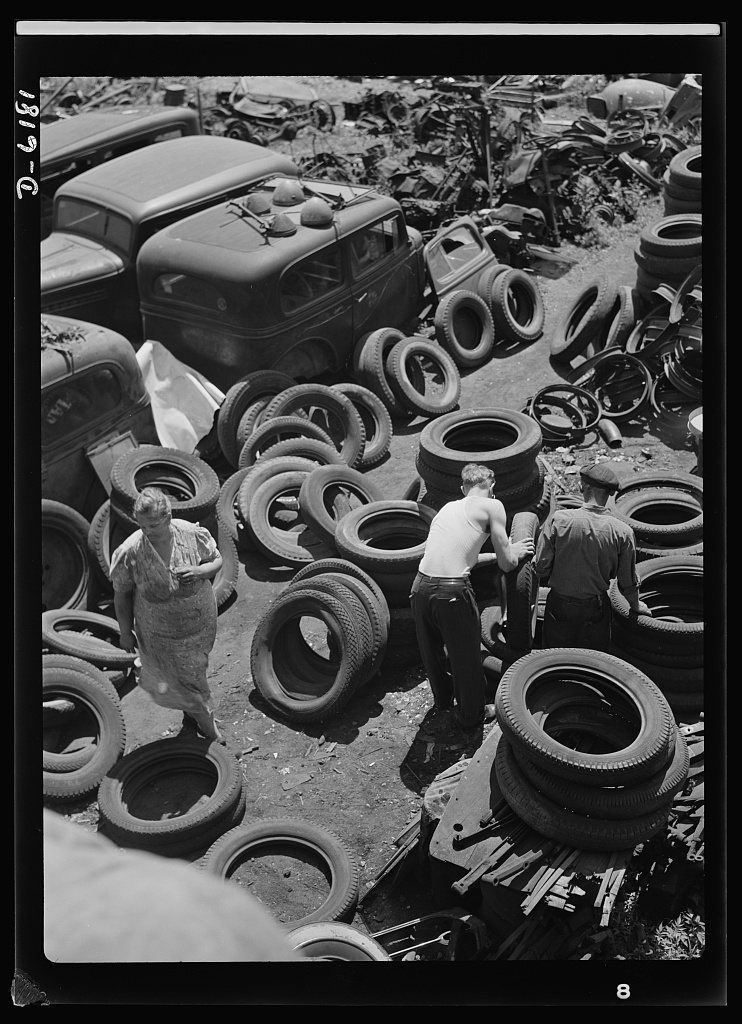
1942年7月のシカゴ近郊にある自動車回収場。鉄・ゴムなどは回収される

第二次世界大戦中には多くの国で戦略物資が不足したことで、節約や民間から回収活動が行われた。
金属は特に重要であったが、欧米では偉人の銅像などが回収された例は少なく、旧式となった鉄道車両の早期解体や廃品回収の徹底、節約の呼びかけなどが主流であった。
マレー作戦以降、ゴムの主要産地である現在のマレーシアにあたる地域は日本に制圧されたため、アメリカ政府はゴムの確保に尽力した。
軍事資料の作成に大量の紙が必要となったため、各国で古紙回収が行われた。

### アメリカ
- ユニオン・パシフィック鉄道M-10000形列車 - ジュラルミン製の車体を持つ流線型気動車。金属供出の目的で1942年に廃車解体された。
- 勝利のための廃品回収（英語版）- 1942年に政府が古紙・金属・布・ゴムなどの回収を呼びかけた[20]。

### イギリス
- ペーパーサルベージ 1939–50（英語版） - 1939年に政府が行った強制的な紙の回収政策。戦後まで続いた。